# Zaclotathra oligoneura
Zaclotathra oligoneura är en insektsart som först beskrevs av Lucien Chopard 1951.  Zaclotathra oligoneura ingår i släktet Zaclotathra och familjen syrsor. Inga underarter finns listade i Catalogue of Life.